# Köksfläkt

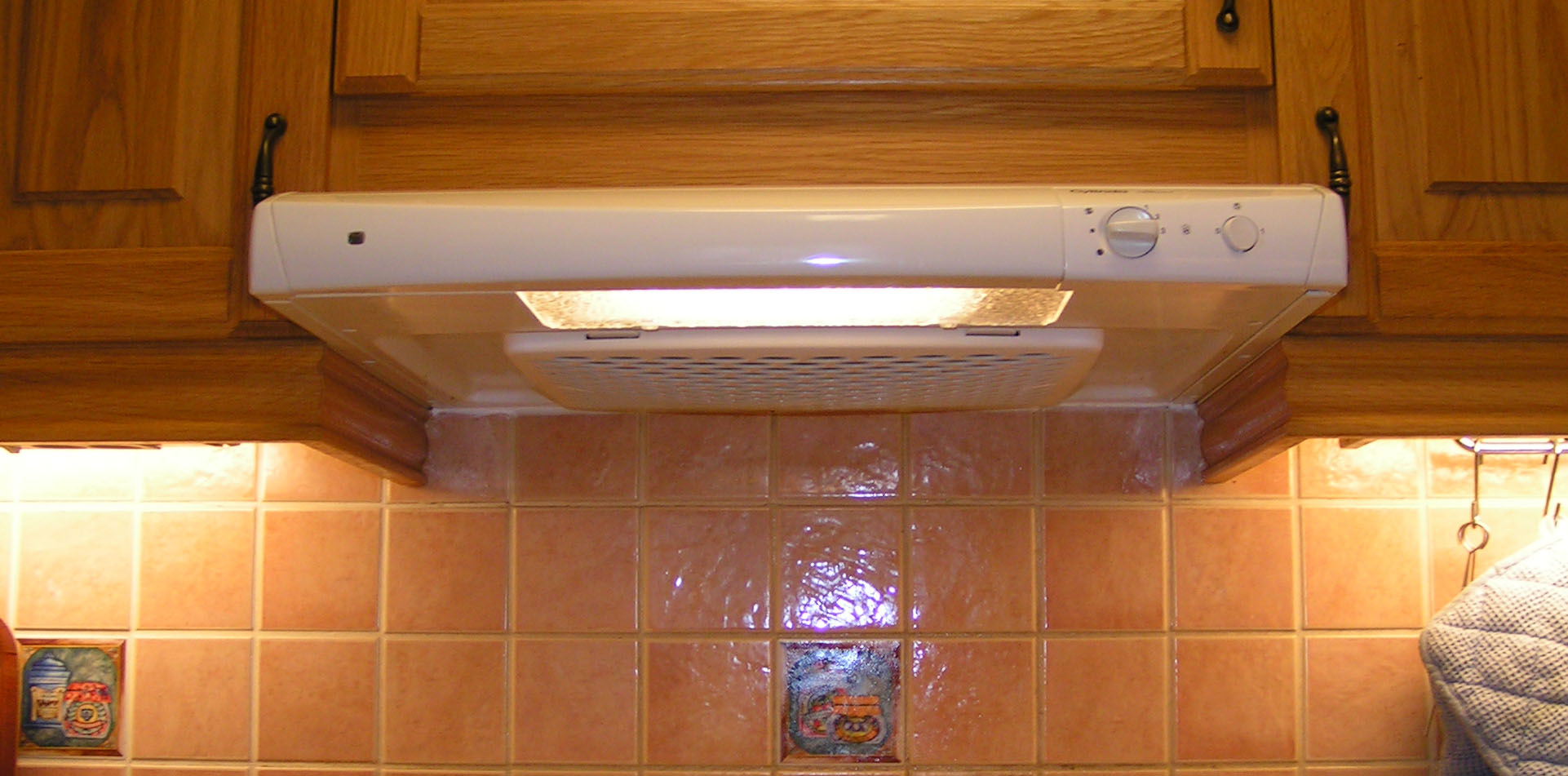
Svensktillverkad köksfläkt av märket Cylinda. Köksfläkten på bilden är en så kallad alliansfläkt som arbetar synkront med en fläkt på husets tak.

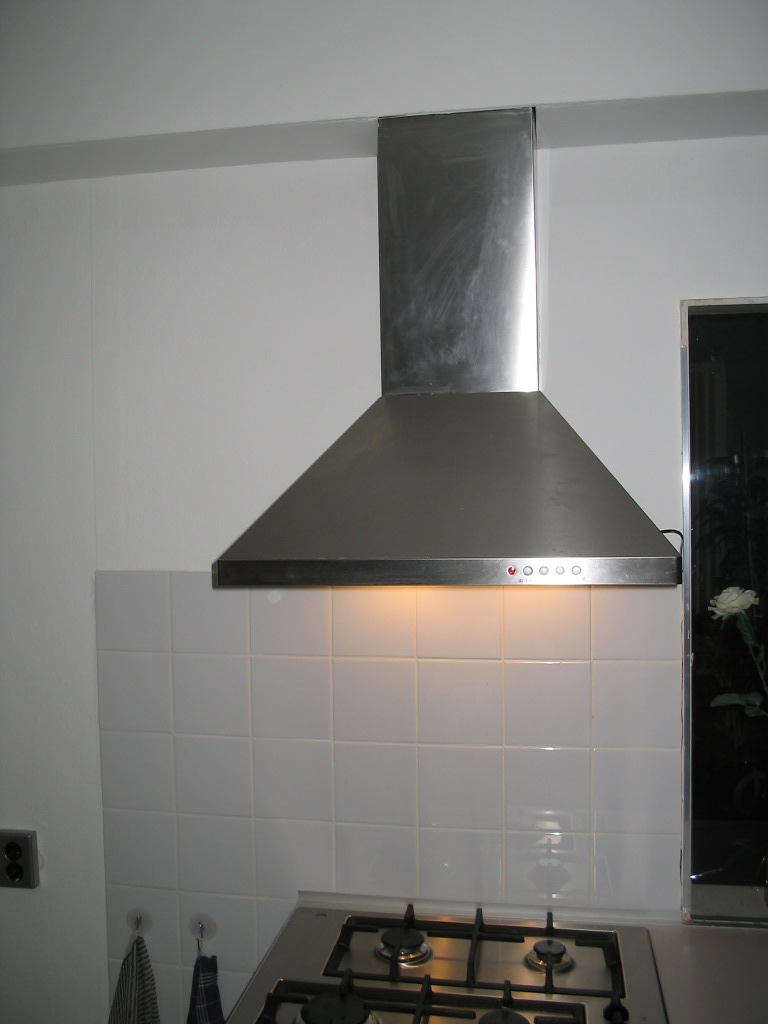
Köksfläkt med rör upp mot taket

Köksfläkt eller spisfläkt är en apparat som sitter över en spis och används för att suga ut matos.
Köksfläkten har ett hölje i metall eller plast. I fläkten finns ett filter, som kan ha flera former. Antingen kan det vara platt och sitta vid öppningen, eller så kan det vara cylindriskt och sitta i lufttrumman. Fläktar har antingen ett metall-, kol- eller polyesterfilter.
En köksfläkt är ett exempel på frånluft.
Köksfläkt räknas som vitvara.